# 윤영발 정려각
윤영발 정려각은 대한민국 충청남도 천안시 동남구 북면 운용리에 있다. 1995년 5월 10일 천안시의 향토문화유산 제14호로 지정되었다.

## 개요
효자 윤영발을 기리고자 세운 정려각이다.